# العلاقات الصومالية العمانية
العلاقات الصومالية العمانية هي العلاقات الثنائية التي تجمع بين الصومال وسلطنة عمان.

## مقارنة بين البلدين
هذه مقارنة عامة ومرجعية للدولتين:
| وجه المقارنة                                              | الصومال                        | سلطنة عمان    |
| --------------------------------------------------------- | ------------------------------ | ------------- |
| المساحة (كم2)                                             | 637.66 ألف                     | 309.50 ألف    |
| عدد السكان (نسمة)                                         | 14.74 مليون                    | 4.64 مليون    |
| الكثافة السكانية (ن./كم²)                                 | 23.12                          | 14.99         |
| العاصمة                                                   | مقديشو                         | مسقط          |
| اللغة الرسمية                                             | اللغة الصومالية، اللغة العربية | اللغة العربية |
| العملة                                                    | شلن صومالي                     | ريال عماني    |
| الناتج المحلي الإجمالي (بليون دولار)                      | 7.37 مليار                     | 72.64 مليار   |
| الناتج المحلي الإجمالي (تعادل القوة الشرائية) بليون دولار |                                | 179.49 مليار  |
| الناتج المحلي الإجمالي الاسمي للفرد دولار أمريكي          | 549                            | 15.55 ألف     |
| الناتج المحلي الإجمالي للفرد دولار أمريكي                 |                                | 38.63 ألف     |
| مؤشر التنمية البشرية                                      |                                | 0.793         |
| رمز المكالمات الدولي                                      | +252                           | +968          |
| رمز الإنترنت                                              | .so                            | عمان          |
| المنطقة الزمنية                                           | ت ع م+03:00                    | ت ع م+04:00   |

## منظمات دولية مشتركة
يشترك البلدان في عضوية مجموعة من المنظمات الدولية، منها:
| علم المنظمة | اسم المنظمة                                 | تاريخ انضمام الصومال | تاريخ انضمام سلطنة عمان |
| ----------- | ------------------------------------------- | -------------------- | ----------------------- |
|             | الصندوق العربي للإنماء الاقتصادي والاجتماعي | ?                    | ?                       |
|             | مؤسسة التنمية الدولية                       | 31 أغسطس 1962        | 1973                    |
|             | يونسكو                                      | 15 نوفمبر 1960       | 10 فبراير 1972          |
|             | الأمم المتحدة                               | 20 سبتمبر 1960       | 7 أكتوبر 1971           |
|             | الفريق المعني برصد الأرض                    | ?                    | ?                       |
|             | الاتحاد البريدي العالمي                     | ?                    | ?                       |
|             | جامعة الدول العربية                         | 14 فبراير 1974       | 1971                    |
|             | صندوق النقد العربي                          | ?                    | ?                       |
|             | البنك الدولي للإنشاء والتعمير               | 31 أغسطس 1962        | 1971                    |
|             | منظمة التعاون الإسلامي                      | ?                    | 1970                    |
|             | منظمة حظر الأسلحة الكيميائية                | ?                    | ?                       |
|             | الاتحاد الدولي للاتصالات                    | 28 سبتمبر 1962       | 28 أبريل 1972           |
|             | مؤسسة التمويل الدولية                       | 31 أغسطس 1962        | 1973                    |
|             | المركز الدولي لتسوية المنازعات الاستشارية   | 30 مارس 1968         | 1995                    |
|             | منظمة الشرطة الجنائية الدولية               | ?                    | ?                       |

## وصلات خارجية
- موقع وزارة الخارجية الصومالية
- موقع وزارة الخارجية العمانية